# Joan Fargas Trillas
|  | Per al dirigent sindical, vegeu «Joan Fargas» |

Joan Fargas Trillas (Reus, 1870 - 27 de gener de 1923) va ser un escultor i mestre de dibuix català.

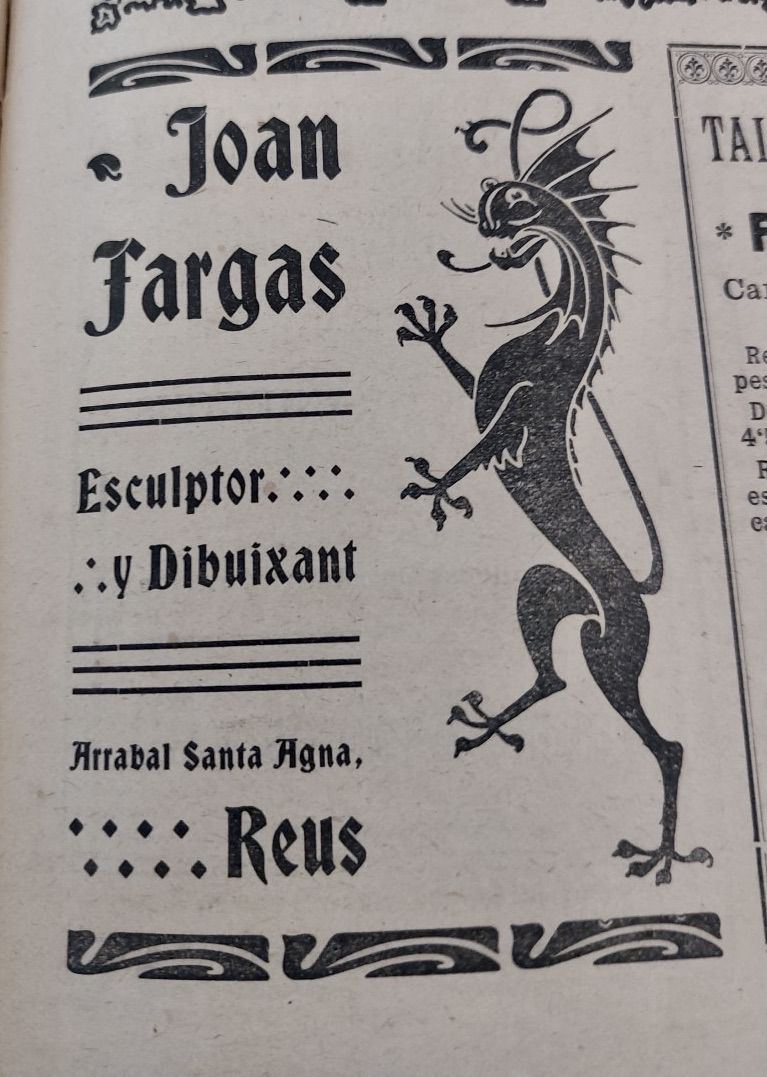
Anunci de Joan Fargas a la premsa reusenca l'any 1909

Deixeble de Ramon Casals i Vernis, va obrir una escola-taller d'escultura i dibuix que va tenir gran acceptació, sobretot per part d'alumnes de l'institut de segon ensenyament, ja que feia unes classes on predominava la discussió artística, basada en la història de l'art i donava classes de pintura al camp, on els alumnes pintaven paisatges i tipus populars. El 1890-1891 publicà una sèrie d'interessants dibuixos i apunts a llapis a Reus Artístich. El 1917 va ser nomenat professor auxiliar de dibuix a l'Institut i a l'Escola Municipal d'Arts i Oficis. Se li coneixen diversos medallons en relleu, un amb el cap de Pròsper de Bofarull i figures de marbre del bisbe Grau i d'Anselm Clavé. L'Ajuntament de Reus li encarregà el 1899 l'estoig per a guardar l'espasa del general Prim. Es va dedicar també a la restauració d'escultures, pintures i peces de ceràmica, i de tant en tant restaurava els gegants. Va construir les més conegudes carrosses dels carnavals de Reus de començaments del segle xx, i elements d'ornamentació urbana que s'usaven en determinades festivitats.